# Davisson Brothers Band
Davisson Brothers Band is een Amerikaanse countrymuziekgroep, bestaande uit de broers Chris Davisson en Donnie Davisson, neef Sammy Davisson en vriend Aaron Regester. Toen de band in de jaren negentig werd gevormd, waren basgitarist Russell Reppert en drummer Pat Sutton eveneens lid.
In 2009 tekende de Davisson Brothers Band een platencontract bij CharTunes/Yell Records. Hun muziek wordt uitgebracht door E1 Music. Op 10 maart 2009 van dat jaar verscheen hun gelijknamige debuutalbum. Dit album werd geproduceerd door David Hanner, bekend van het duo Corbin/Hanner.

## Discografie

### Studioalbums
- Davisson Brothers Band (10 maart 2009)[3]

### Singles
- "Foot Stompin" (2009)